# Basinkomstprojektet i Otjivero

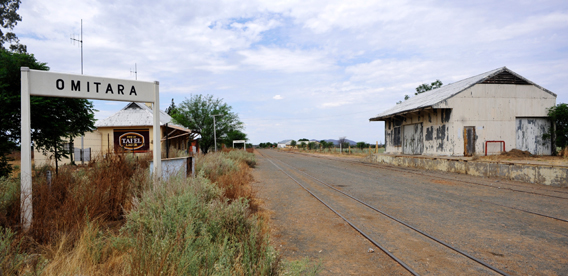
Station Omitara, Namibia

Otjivero är en liten by i Namibia, ca 100 km nordöst om huvudstaden Windhoek. Byn har tillsammans med närbelägna byn Omitara blivit internationellt uppmärksammad på grund av ett försök med lokal grundinkomst (basinkomst) som påbörjades i januari 2008. 

## Projektet
Bakom projektet står the BIG Coalition Namibia. Projektets idé är att ge varje invånare i byn som var under 60 år 100 namibiska dollar, ungefär 80 svenska kronor, varje månad som ett sätt att minska fattigdomen. Denna basinkomst skulle vara helt ovillkorlig. 
Efter ett år gjordes en första utvärdering av projektet. Utvärderingen var ett samarbete mellan Desk for Social Development (ELCRN) och Labour Resource and Research Institute (LaRRI). Utredningen, som också granskats av externa experter på området, visade bland annat att företag har startats och fler arbetar. Fattigdomen har minskat från 76 procent till 37 procent i byn. Likaså hade undernäringen bland barn minskat från 42 till 17 procent. Andelen barn som hoppat av skolan har sjunkit från drygt 30 procent till 5 procent. Kriminaliteten hade minskat. I samband med utredningen tog forskningsinstitutet LaRRI fram siffror på vad en basinkomst för hela Namibia skulle kosta. Enligt LaRRI skulle en sådan reform kosta strax över en miljard svenska kronor, eller strax under tre procent av Namibias bruttonationalprodukt. Nepru, the Namibian Economic Policy Research Unit, menar dock att de positiva effekterna har överdrivits och att kostnaderna för en nationell basinkomst underskattats. BIG Coalition Namibia har svarat med att påpeka metodologiska problem i Neprus studie. Regeringen har hittills varit emot en nationell basinkomst. 
Den sista månatliga utbetalningen av 100 namibiska dollar gjordes i december 2009. Därefter reducerades utbetalningen till 80 namibiska dollar per månad, fram till 2011 då projektgruppen tvingades avsluta utbetalningarna helt på grund av brist på pengar. I juli 2014 kunde basinkomsten dock återstartas igen, med ekonomiskt stöd från Waldensian Church i Italien.